# FTTB
La FTTB, sigle de l'expression anglaise fiber to the building, signifiant littéralement en français « fibre jusqu’au pied d’immeuble » ou « fibre jusqu’au bâtiment » est une topologie d'accès à internet similaire à la FTTLA, consistant à amener la fibre optique dans chaque immeuble puis, à raccorder chaque logement en utilisant soit le câble coaxial du réseau de télévision par câble en technologie DOCSIS (Hybride fibre coaxial), soit la partie terminale de la paire de cuivre du réseau téléphonique en technologie VDSL ou G.fast.
Ce mode de raccordement permet de proposer des débits de plusieurs centaines de Mbit/s pour des coûts nettement inférieurs à la fibre optique de bout en bout (FTTH/FTTO).

## Déploiements FTTB
La technologie FTTB est une architecture d’accès au très haut débit en déclin par rapport à la FTTH. Selon l'Arcep au premier trimestre 2022, sur près de 40 millions de locaux raccordable à la fibre optique, seulement 9 millions sont raccordable via FTTB ou FTTLA  (contre environ 31 millions pour la FTTH).
SFR et ses filiales sont les seuls à proposer des offre  fibre optique avec terminaison par le câble coaxial (dont la FTTB).
En 2016, le gouvernement français et l'Arcep ont encadré l'utilisation du terme « fibre » pour les publicités en ce qui concerne le FTTB.
L'Arcep indique qu'au premier trimestre 2022, le nombre d'abonnements en fibre optique progresse a un rythme toujours soutenu, avec un gain de 845 000 abonnements pour la technologie FTTH et mais un recul du nombre d'abonnements pour les abonnements en fibre optique avec terminaison par le câble coaxiale.